# Enlilnadinakhi
Enlilnadinakhi o Enlil-nādin-aḫi va ser rei de Babilònia uns dos o tres anys, l'últim de la dinastia cassita. Va estar en lluita permanent contra els elamites, cap als anys 1158 aC i 1157 aC. Era fill del rei Zababaixumaiddina.
Sutruk-Nakhunte d'Elam va conquerir Babilònia i va donar la corona del país al seu fill Kutir-Nakhunte. La resistència nacional babilònica es va reunir en torn al príncep Enlilnadinakhi, però Kutir-Nakhunte va organitzar un sistema d'ocupació permanent del país que va obligar a molts nobles babilonis a lluitar al costat del príncep cassita, que va prendre el títol de rei. La crònica diu que Enlilnadinakhi va tractar el regne d'Elam "com a país enemic". Kutir-Nakhunte va actuar amb contundència contra les forces resistents i contra el país. La crònica segueix dient que va convertir Babilònia i els temples de culte "en un munt de ruïnes". Va fer presoner Enlilnadinakhi, al que van conduir captiu a Elam, i es va emportar el déu Marduk. Quan va ser rei d'Assiria per la mort del seu pare, va instal·lar al país un governador que no era d'origen babiloni.